# Astragalus fetissowii
Astragalus fetissowii är en ärtväxtart som beskrevs av Boris Fedtjenko. Astragalus fetissowii ingår i släktet vedlar, och familjen ärtväxter. Inga underarter finns listade i Catalogue of Life.